# Henri Morisset
Pour les articles homonymes, voir Morisset.
François Henri Morisset, né à Paris le 6 avril 1870 et mort dans la même ville le 15 novembre 1956, est un peintre français.

## Biographie
Fils de l'artiste portraitiste Henri Georges Caïus Morisset et de Marie Magdeleine Naudet, Henri Morisset fut tout d'abord l'élève de son père. Il entre à l'École des beaux-arts de Paris en 1890 où il est élève de Jules-Elie Delaunay, puis de Gustave Moreau. Ce dernier lui fait étudier les maîtres hollandais au musée du Louvre. Dès ses débuts, Morisset renouvelle l'intimisme,. Médaillé au Salon des artistes français de 1893, un de ses tableaux, Des Amis, est acquis par l'État en 1896.
Il épouse le 13 octobre 1897 Mirra Alfassa. Leur fils André naît le 23 août 1898. Ils divorcent en 1908.
En 1898, il quitte le Salon des artistes français pour passer à celui de la Société nationale des beaux-arts. En 1901, il est élu sociétaire et l’État achète La Lecture pour le musée du Luxembourg à Paris.
Il exécute de grandes compositions décoratives sur la vie de saint Jacques le Majeur pour l’église Saint-Jacques de Pau, en 1921 une grande décoration sur Jacques Cartier pour le sanctuaire de Notre-Dame de Rocamadour, dans l’église Saint-François d'Assise de Québec (Canada), une Piéta pour la chapelle aux morts de l’église Saint-Rémy de Dieppe, une suite de panneaux décoratifs sur les contes de Perrault. Il peint des portraits : le poète Paul Delair, le pianiste Raoul Pugno (à la Maison Pleyel), Vincent d’Indy (à la Schola Cantorum, 269, rue Saint-Jacques à Paris, Coquelin aîné dans le dernier tableau de Cyrano, etc.
Henri Morisset peint également des nus, dont l’un lui vaut une médaille d’or à Munich. Plusieurs sont acquis par l’État français. Sa production compte aussi des marines, des natures mortes de fleurs et des paysages. Une Maternité est conservée au musée Eugène-Boudin à Honfleur, un Guignol des Champs-Élysées à la mairie de Clichy, La Capucine au Cartwright Hall (en) à Bradford (Royaume-Uni), Pépère, dédié à ses camarades territoriaux de la Première Guerre mondiale, est acquis par la Ville de Paris pour le Petit Palais.
Henri Morisset est sociétaire du Salon d’Automne, membre du comité de la Société nationale des beaux-arts, cofondateur, avec Albert Besnard, du Salon des Tuileries. Il est nommé chevalier de la Légion d’honneur en 1912,.

## Œuvres exposées au Salon des artistes français
- 1889 : Portrait de mon père (1895)[Information douteuse].
- 1891 : Portrait de Mme D… ; Mon Portrait.
- 1892 : Portrait de mon Ami B… ; Le Jour du Professeur.
- 1893 : Portrait de l'Ami H. G… ; Le Goûter.
- 1894 : Portrait de M. P. H… ; La Machine à coudre.
- 1895: Portrait de mon père ; Portrait de Paul Delair.
- 1896 : Des amis ; Portrait.
- 1897 : L'Aquafortiste.

## Œuvres exposées au Salon de la Société nationale des beaux-arts
- 1898, Portrait ; Une visite
- 1899, Musique ; Portrait de M. G. C… ; Étude de nu ; Étude.
- 1901, La Capucine ; Lecture ; La « Rue de Paris » le soir (Exposition universelle) ; Intimité.
- 1902, Dessin pour « la Fête de Neuilly » ; Étude pour « La Rue de Paris » (sanguine) , Étude pour « la Liseuse (dessin) ; Étude pour « La Réprimande » (dessin) ; Portraits ; La Femme au chat ; Jeu d’enfant ; À la fête de Neuilly ; La Sérénade sur le grand canal (Venise) ; Un moulin (soir d’orage).
- 1903, Terrasse de café (Place Clichy) ; Le Chemin de fer ; L’Étude ; Femme à la fenêtre ; À l’Opéra ;La grande sœur.
- 1904, Portraits de Mme S.… et de son fils ; La Réprimande ; Coulisses de théâtre ; Femme en blanc ; Premier dessin ; La Loire à Beaugency (étude).
- 1905, Le Modèle ; À Trouville, la plage ; Souvenir d’un bal' (pochade) ; Le Chameau ; Étude de nu ; Étude de nu.
- 1906, Le Repos ; Portrait de Mme M. A… ; La Promenade ; Les Enfants construisent sur le sable ; Nature morte ; Nature morte.
- 1907, Après le bain (étude de nu), Portrait de Mme E. F…, Confort enfantin, Étude de fleurs, Étude de fleurs, Étude de fleurs
- 1908, La petite Jeanne D…, Le billet, Le bouquet, La lecture interrompue, Le peintre, A Trouville (l’heure chaude)
- 1909, A Guignol
- 1910, Le portrait de Mlle P…, Rayon de soleil, Conversation, Étude de nu, marée montante, Sur la falaise (Etretat)
- 1911, Maternité, Femme lisant, La bibliothèque, A la fête de Neuilly, Étude de fleurs, Marine (Etretat)
- 1912, Portrait de Raoul Pugno, Portrait de Mme A. P…, Étude de nu, Ciel d’orage, Sur la jetée des Sables d’Olonne, Sur la plage
- 1913, Portrait de Mme M. C…, Portrait de mon fils, Le départ pour la promenade, Temps calme, Marine
- 1914, Le rideau persan, Après-midi d’été, La plage de Trozoul (Bretagne), Après l’orage
- 1919, Le pépère, Une cagna de commandant en forêt d’Apremont (Marne), Une « rue » à la Croix-Saint-Jean (Meuse)
- 1920, Devant la mer (Bretagne), Déjeuner de printemps, La Bibliothèque
- 1921, Portrait de M. le Président D…, La leçon de chant, La Sonate, Après l’orage
- 1922, Portrait de Mme D…, Plage de Trébeurden, Etretat (matin), Etretat (après-midi)

## Œuvres exposées au Salon d'Automne
- 1903, La Leçon, La Lettre
- 1927, Plage de Dieppe (après-midi), Pointe de Bihit (Bretagne)
- 1928, Nuages sur l’Ile de Batz (Finistère), Jetée de Dieppe, La côte près de Roscoff, Reflets sur la mer, Roscoff
- 1929, Le Roc’h Illiévec près de Roscoff, La baie de Landivinec (Bretagne)
- 1930, La pointe de l’Ile de Batz (Finistère), Falaises et Chaos de Marigny (Calvados)
- 1931, Le fort national de Saint-Malo, Le nez de Jobourg (Manche)
- 1932, Reflets sur la mer (Roscoff), Le Roc’h Illiévec et le Grand Rocher (Roscoff), Le phare de Goury (Manche)
- 1933, La cueillette, Sur la dune de Braye (Calvados)
- 1934, Maison de campagne à Thaon, Fleurs
- 1935, Le Mont Saint-Michel, Sur les remparts de Saint-Malo, peinture
- 1936, La côte à Comes (Calvados), Le hameau de Saint-Michel (Seine-et-Oise), Le château de Fontaine-Henri (Calvados), Sur la terrasse, (La Celles-Saint-Cloud)
- 1937, Le Roc’h Illiévec (Roscoff), Fleurs
- 1938, Le Fort national de Saint-Malo, Château de Fontaine-Henry (Calvados)
- 1940, Hameau de Saint-Michel (Bougival) l’été, Hameau de Saint-Michel (Bougival) l’hiver
- 1941, Boucle de la Seine à Bougival, St-Côme de Fresné (Calvados)
- 1942, Partie ancienne de l’église d’Amblie (Calvados), Marée basse à Courseulles (Calvados)
- 1943, La Seulles à Amblie (Calvados), Dunes de Graye (Calvados)
- 1944, Boucle de la Seine à Bougival, Neige sur le coteau de Louveciennes
- 1945, Marine mer agitée (près de Roscoff), Neige sur Saint-Michel (Bougival)

## Œuvres exposées au Salon des Tuileries
- 1925 : La Jalousie, Pietà.
- 1926 : Portrait de Vincent d'Indy ; Cours de chant ; Terrasse de Jardin ; Marine.

## Autres expositions
- 1896, 5e Salon de la Rose-Croix : Intérieur d'église.
- 1905, Pittsburg International Exhibition of Contemporary Art : A Trouville : la Plage
- 1907, exposition de portraits de femmes (1870-1900) organisée par la Société nationale des beaux-arts dans les palais du Domaine de Bagatelle : Portrait
- 1907, Société des amis des arts de Saint-Quentin : L'Attente, Arlequin (Pastel), Jeu d'enfant (Pastel)
- 1907 : peintures de Paul de Castro, Francis Jourdain, Henri Morisset, Gaston Prunier, Galerie Eugène Blot, Paris, juin-juillet 1907.
- 1911, exposition des artistes membres de la Société moderne, galerie Durand-Ruel : Cour de la grande mosquée de Tlemcen, Paysage près de Tlemcen, Sur la Falaise (Étretat), Marée montante (Étretat), Sur la Plage (pastel), Le Peintre
- 1912, exposition des artistes membres de la Société Moderne, Galerie Durand-Ruel : Étude de nu, Carton pour le tableau 'Maternité', Étude, Étude
- 1922, exposition Henri Morisset, galerie Georges Petit
- 1927, exposition Henri Morisset, galerie Georges Petit (54 tableaux, dont 9 des Contes de Perrault)
- 1928, exposition d'art français contemporain à Tokyo : La Cour
- 1937, Société des amis des arts de Bordeaux : Phare de Goury dans la Brume, Fleurs et Poupées Paysannes
- 1937, exposition Henri Morisset, galerie Jean Charpentier (39 tableaux)

## Collections publiques
- Château de Dieppe : La Tour Saint Rémy[8],[9]
- Église Saint-Rémy de Dieppe : Pieta
- Église Saint-Jacques de Pau : suite de panneaux Vie de Saint-Jacques le Majeur
- Cartwright Hall (en) à Bradford : La Capucine (Kiss in the ring)
- Musée Arts et Histoire de Bormes-les-Mimosas : La grève de Trozoul
- Musée des beaux-arts de Dijon : Portrait de mon père[10]
- Musée de la Chartreuse de Douai : La Grande sœur
- Musée Eugène-Boudin de Honfleur : Maternité
- Musée de Vendôme : Rochers[11]
- Musée Léon-Dierx: Dessin pour "Jeu d'enfant" (ménagerie); (ici nommé "Les jouets")

## Élèves
- Edmond Daynes (1895-1986)[12].